# Вебб (Айова)
Вебб (англ. Webb) — місто (англ. city) в США, в окрузі Клей штату Айова. Населення — 138 осіб (2020).

## Географія
Вебб розташований за координатами 42°56′59″ пн. ш. 95°0′47″ зх. д. / 42.94972° пн. ш. 95.01306° зх. д. (42.949772, -95.013016).  За даними Бюро перепису населення США в 2010 році місто мало площу 1,30 км², уся площа — суходіл.

## Демографія
Згідно з переписом 2010 року, у місті мешкала 141 особа в 63 домогосподарствах у складі 40 родин. Густота населення становила 109 осіб/км².  Було 78 помешкань (60/км²).
Расовий склад населення:
| - 99,3 % — білих - 0,7 % — чорних або афроамериканців |

До двох чи більше рас належало 0,0 %. Частка іспаномовних становила 0,0 % від усіх жителів.
За віковим діапазоном населення розподілялося таким чином: 22,7 % — особи молодші 18 років, 55,3 % — особи у віці 18—64 років, 22,0 % — особи у віці 65 років та старші. Медіана віку мешканця становила 43,5 року. На 100 осіб жіночої статі у місті припадало 110,4 чоловіків;  на 100 жінок у віці від 18 років та старших — 81,7 чоловіків також старших 18 років.
Середній дохід на одне домашнє господарство  становив 57 441 долар США (медіана — 41 750), а середній дохід на одну сім'ю — 63 274 долари (медіана — 51 250). Медіана доходів становила 41 458 доларів для чоловіків та 31 750 доларів для жінок. За межею бідності перебувало 7,6 % осіб, у тому числі 15,8 % дітей у віці до 18 років та 2,2 % осіб у віці 65 років та старших.
Цивільне працевлаштоване населення становило 73 особи. Основні галузі зайнятості: транспорт — 28,8 %, освіта, охорона здоров'я та соціальна допомога — 15,1 %, роздрібна торгівля — 12,3 %, сільське господарство, лісництво, риболовля — 11,0 %.